# Be Free (canción de Elan)
«Be Free» es el primer sencillo tomado del segundo álbum de estudio London Express de la cantautora mexicana de rock alternativo Elan, lanzado en el 2005. Así mismo, es la primera canción del álbum.

## Video musical
El video musical por el reconocido director, animador y pintor Chris Roth, que ha dirigido campañas para MTV, MTV2 y programas como Punk'd, Viva la Bam y VH1.

## Lista de canciones.
1. «Be Free» (Radio Edit)
2. «Be Free» (Álbum Versión)